# Azelot
 Azelot  es una población y comuna francesa, en la región de Lorena, departamento de Meurthe y Mosela, en el distrito de Nancy y cantón de Saint-Nicolas-de-Port.

## Demografía
| 107 | 115 | 165 | 353 | 342 | 360 |
| Para los censos de 1962 a 1999 la población legal corresponde a la población sin duplicidades (Fuente: INSEE [Consultar]) |     |     |     |     |     |